# Joni Pitkänen
Pour les articles homonymes, voir Pitkänen.
Joni Pitkänen (né le 19 septembre 1983 à Oulu en Finlande) est un joueur professionnel retraité finlandais de hockey sur glace qui évolue au poste de défenseur.

## Biographie

### Carrière en club
Pitkänen a commencé sa carrière de joueur de hockey professionnel au sein de l'équipe de sa ville natale de Oulu: Kärpät Oulu de la SM-liiga.
Après deux saisons, il est choisi par les Flyers de Philadelphie au premier tour du repêchage d'entrée dans la LNH 2002 (4e choix au total).  Il décide malgré tout de faire une année de plus dans son club finlandais avant de traverser l'Atlantique. Quand Pitkänen est arrivé aux États-Unis, il ne parlait presque pas anglais et son coéquipier et compatriote finlandais Sami Kapanen lui traduisait tout. Il devient même son professeur.
Au cours de sa première saison dans la Ligue nationale de hockey, il réalise des très bons matchs lui assurant une place de titulaire dans la défense des Flyers. Au cours du lock-out 2004-2005, il évolue pour l'équipe réserve des Flyers, les Phantoms de Philadelphie de la Ligue américaine de hockey. L'équipe gagne alors la Coupe Calder. Pour la saison 2005-2006 de la LNH, il retourne jouer pour les Flyers. En 2007, les Flyers décident de l'échanger au Oilers d'Edmonton. Il est échangé aux Hurricanes de la Caroline en retour de Erik Cole le 1er juillet 2008. Le 2 juillet 2008, il signe un contrat de trois ans d'une valeur estimée de 12 millions de dollars avec les Hurricanes.
Il manque l'intégralité de la saison 2013-2014 de la LNH en raison d'un talon cassé. Après une autre saison sans jouer, il retourne jouer au hockey après avoir accepté un contrat pour le restant de la saison 2015-2016 avec le Kärpät Oulu. Il annonce son retrait de la compétition le 25 février 2016.

### Carrière internationale
Pitkänen représenta l'équipe finlandaise au cours du Championnat du monde de hockey sur glace 2004. La Finlande obtient alors une seconde place perdant contre l'équipe Canada.

## Statistiques de carrière

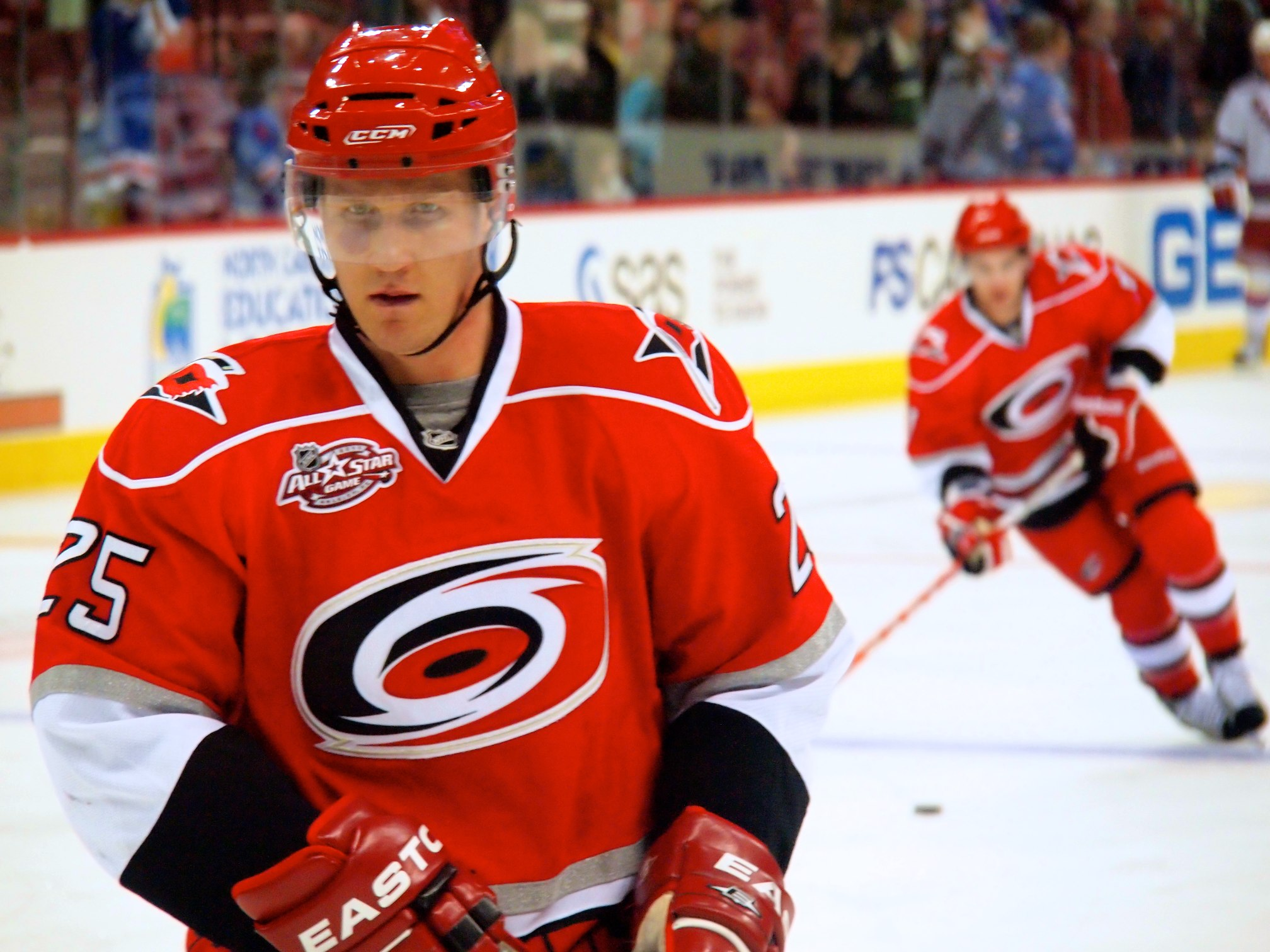
Joni Pitkänen lors d'un match.

| Saison     | Équipe                    | Ligue      |     | Saison régulière | Saison régulière | Saison régulière | Saison régulière | Saison régulière |   | Séries éliminatoires | Séries éliminatoires | Séries éliminatoires | Séries éliminatoires | Séries éliminatoires |
| Saison     | Équipe                    | Ligue      | PJ  | B                | A                | Pts              | Pun              | PJ               | B | A                    | Pts                  | Pun                  |                      |                      |
| 2000-2001  | Kärpät Oulu               | SM-liiga   | 21  | 0                | 0                | 0                | 10               | 2                | 0 | 0                    | 0                    | 2                    |                      |                      |
| 2001-2002  | Kärpät Oulu               | SM-liiga   | 49  | 4                | 15               | 19               | 65               | 4                | 0 | 0                    | 0                    | 12                   |                      |                      |
| 2002-2003  | Kärpät Oulu               | SM-liiga   | 35  | 5                | 15               | 20               | 38               | -                | - | -                    | -                    | -                    |                      |                      |
| 2003-2004  | Flyers de Philadelphie    | LNH        | 71  | 8                | 19               | 27               | 44               | 15               | 0 | 3                    | 3                    | 6                    |                      |                      |
| 2004-2005  | Phantoms de Philadelphie  | LAH        | 76  | 6                | 35               | 41               | 105              | 21               | 3 | 4                    | 7                    | 16                   |                      |                      |
| 2005-2006  | Flyers de Philadelphie    | LNH        | 58  | 13               | 33               | 46               | 78               | 6                | 0 | 2                    | 2                    | 2                    |                      |                      |
| 2006-2007  | Flyers de Philadelphie    | LNH        | 77  | 4                | 39               | 43               | 88               | -                | - | -                    | -                    | -                    |                      |                      |
| 2007-2008  | Oilers d'Edmonton         | LNH        | 63  | 8                | 18               | 26               | 56               | -                | - | -                    | -                    | -                    |                      |                      |
| 2008-2009  | Hurricanes de la Caroline | LNH        | 71  | 7                | 26               | 33               | 58               | 18               | 0 | 8                    | 8                    | 16                   |                      |                      |
| 2009-2010  | Hurricanes de la Caroline | LNH        | 71  | 6                | 40               | 46               | 72               | -                | - | -                    | -                    | -                    |                      |                      |
| 2010-2011  | Hurricanes de la Caroline | LNH        | 72  | 5                | 30               | 35               | 60               | -                | - | -                    | -                    | -                    |                      |                      |
| 2011-2012  | Hurricanes de la Caroline | LNH        | 30  | 5                | 12               | 17               | 16               | -                | - | -                    | -                    | -                    |                      |                      |
| 2012-2013  | Hurricanes de la Caroline | LNH        | 22  | 1                | 8                | 9                | 12               | -                | - | -                    | -                    | -                    |                      |                      |
|            |                           |            |     |                  |                  |                  |                  |                  |   |                      |                      |                      |                      |                      |
| 2015-2016  | Kärpät Oulu               | Liiga      | 3   | 1                | 0                | 1                | 2                | -                | - | -                    | -                    | -                    |                      |                      |
| Totaux LNH | Totaux LNH                | Totaux LNH | 535 | 57               | 225              | 282              | 484              | 39               | 0 | 13                   | 13                   | 24                   |                      |                      |